# Роберт II де Невилл
Роберт (II) де Невилл (англ. Robert de Neville; ок. 1240 — 1271) — феодальный барон Мидлэма, сын Роберта I де Невилла от первого брака с неизвестной.

## Биография
О Роберте известно мало. Он родился около 1240 года в поместье Рэби (графство Дарем) и происходил из знатного рода Невиллов. Его отец был английским бароном, владевшим рядом поместий в Дареме, Северном Йоркшире и Линкольншире. Около 1260 года отец женил его на Мэри Фиц-Рандульф, дочери и наследнице Ральфа Фиц-Рандульфа (ум. 31 марта 1258), лорда Мидлэма. Это был один из серии удачных браков Невиллов, которые стали традицией в роду, принеся емё немалую выгоду. Мэри происходила из знатного рода бретонского происхождения, происходившего от Рибальда, незаконнорождённого сына бретонского герцога Эда I де Пентьевра. Этот брак принёс Роберту баронию Мидлэм в Уэнследейле (Йоркшир), поместье Чарльтон и лес Ковердейл, а также патронаж над аббатством Коверхэм.
Ральф умер раньше своего отца в 1271 году. Его тело было похоронено в Коверхэме.

## Брак и дети
Жена: с ок. 1260 Мэри Фиц-Рандульф (ок. 1244 — до 11 апреля 1320), дочь Ральфа Фиц-Рандульфа, лорда Мидлэма, и Анастасии де Перси. Дети:
- Ранульф де Невилл (18 октября 1262 — ок. 18 апреля 1331), лорд Рэби с 1282, 1-й барон Невилл из Рэби с 1295
- Роберт де Невилл (ум. после 1321), монах
- Ральф де Невилл (ум. после 1321), монах
- Маргарет де Невилл
- Джоан де Невилл
- Анастасия де Невилл
- Генри де Невилл
- Рэндольф де Невилл